# 谢钟毓
谢钟毓（1943年—），男，浙江上虞人，中华人民共和国政治人物，曾任国家石油和化工局副局长，国有重点大型企业监事会主席。